# 町役人
町役人（ちょうやくにん・まちやくにん）とは、江戸時代都市部における行政的な組織である。
町役人の名称や組織については地域によって異なり、江戸では江戸町年寄以下町名主などが置かれ、大坂では惣年寄以下町年寄などが置かれた。そのほか、地域によって町の代表者を町代、検断などと呼ぶこともあった。また、人数や任期についても地域やその都市によって異なり、特に任期については、数年で交代するところから世襲によるところもあった。町役人の職務については、奉行所からの触書を町民に知らせたり、町民からの訴えを奉行所に取り次いだりすることなどであった。なお、身分については士分ではなく、町人の身分であった。